# Charles Schnee
Charles Schnee (* 6. August 1916 in Bridgeport, Connecticut, USA; † 29. November 1963 in Beverly Hills, Kalifornien, USA) war ein US-amerikanischer Drehbuchautor und Filmproduzent.

## Leben
Charles Schnee genoss eine Ausbildung an der bekannten Yale University, an der er einen Abschluss in Rechtswissenschaften erlangte. Zunächst als Rechtsanwalt tätig, gab er seinen Beruf Mitte der 1940er Jahre zugunsten seiner wahren Leidenschaft auf, dem Schreiben von Drehbüchern. Sein Debüt als Drehbuchautor erfolgte im Jahr 1946, wenngleich er für die Romanverfilmung From This Day Forward nur ergänzende Szenen schrieb.
Schnees Bemühen, auch ein Theaterstück für den Broadway zu schreiben, war nicht von Erfolg gekrönt, da das Stück Apology im März 1943 nur achtmal an vier Tagen aufgeführt wurde.
Schnees wohl bekanntester Film sollte der Western Red River werden, der 1948 mit John Wayne in der Hauptrolle produziert wurde. Bekannt und für Schnee nachhaltig am erfolgreichsten war der 1952 produzierte Filmklassiker Stadt der Illusionen, für den er 1953 mit dem Oscar in der Kategorie Bestes adaptiertes Drehbuch ausgezeichnet wurde. In den 1950er Jahren avancierte Schnee zum Filmproduzenten und zeichnete so für die Herstellung des 1957 gedrehten Kriegsfilms Dem Adler gleich verantwortlich.
Charles Schnee wurde zuletzt zum Präsidenten der Writers Guild of America ernannt, eine Funktion, die er von 1961 bis 1962 bekleidete.
Schnee starb aus nicht näher bekannten Gründen bereits im Alter von 47 Jahren.

## Filmografie (Auswahl)
Drehbuch
- 1946: Morgen und alle Tage (From this Day forward)
- 1947: Vierzehn Jahre Sing-Sing (I Walk Alone)
- 1948: Red River
- 1948: Robin Hoods große Liebe (The Prince of Thieves)
- 1949: Sie leben bei Nacht (They live by Night)
- 1949: Sumpf des Verbrechens (Scene of the Crime)
- 1950: Der einsame Champion (Right Cross)
- 1950: Die Farm der Besessenen (The Furies)
- 1951: Karawane der Frauen (Westward the Women)
- 1952: Stadt der Illusionen (The Bad and the Beautiful)
- 1952: Abenteuer in Rom (When in Rome)
- 1959: SOS für Flug T 17 (The crowded Sky)
- 1960: Telefon Butterfield 8 (BUtterfield 8)
- 1962: Zwei Wochen in einer anderen Stadt (Two Weeks in Another Town)

Produktion
- 1955: Das Komplott (Trial)
- 1955: Tempel der Versuchung (The Prodigal)
- 1956: Die Hölle ist in mir (Somebody Up There Likes Me)
- 1957: Dem Adler gleich (The Wings of Eagles)
- 1957: Ein Henker nimmt Maß (House of Numbers)
- 1957: Land ohne Männer (Until they sail)

## Auszeichnungen
- 1953: Oscar/Bestes adaptiertes Drehbuch, für: Stadt der Illusionen (The Bad and the Beautiful)
- 1949: WGA-Award-Nominierung, für: Red River (Red River)
- 1953: WGA-Award-Nominierung, für: Stadt der Illusionen (The Bad and the Beautiful)